# Щурман
 Щурман  (на нидерландски: stuurman, от stuur – „рул“ (кормило, щурвал) и man – „човек“, също познато и като навигатор) е професия, специалност, длъжност, вид деятелност, професионално звание на хора, които са свързани с управлението на въздушен (самолет, дирижабъл), наземен (вседеход, спортен автомобил), подводен (подводница, батискаф) или надводен (кораб, плавателен съд) транспорт.
Длъжността щурман получават лица, които имат правоспособност да управляват плавателно средство. Щурманът обикновено изпълнява следните задължения: определя (по-точно избира, прокарва) курса, изчислява изминатото разстояние и го нанася на морската навигационна карта, а също следи за правилната работа на навигационните уреди.
В обикновения език понятието щурман е по-широко използвано: капитан на кораб или друго плавателно средство, човек, който може сам или с екипажа да управлява кораба. Думата се използва и в преносно значение на „водач“, който направлява останалите, човек, който знае пътя към определена цел и води останалите към нея.

## История
През Средновековието в мореплаването има съществено разширяване на границите, с което започва епохата на Великите географски открития. Това повлича след себе си не само усъвършенстването на морските съдове, но и на средствата за навигация. Сложните уреди за навигация, такива като астролабията, изискват специално обучение за правилната работа с тях, а тъй като усложняването на съда изисква от капитана все повече време и сили за управление на екипажа и контрол над разходването на припасите, за навигацията все по-често се наема отделен човек, който съчетава в себе си знания по математика, лоцманско дело и астрономия. В Испания и Португалия през XV – XVI век такъв човек се нарича пилот.
В Русия длъжостта на щурмана е въведена 1768 г. във флота. Щурман също наричали помощника на капитана (шкипера – което е капитан за търговските съдове), а на военните кораби – офицера, специалист по корабоуправление.
До 1880-те години щурманите образуват особен корпус от офицери, след което е решено, че всеки флотски офицер трябва да знае щурманското дело и корпуса щурманите, като такъв е ликвидиран.